# تينغتشو
تينغتشو (بالصينية: 滕州市) هي مدينة على مستوى مقاطعة، ومدينة بملايين من السكان، في الصين، تقع في تساوتشوانغ، هي عاصمة Teng (state) ‏، بلغ عدد سكانها 1,603,659 نسمة وذلك حسب إحصائيات سنة 2010، تبلغ مساحتها 1,485 كيلومتر مربع، رمزها البريدي هو 277599.

## التقسيمات الإدارية
- Dongshahe Town  [لغات أخرى]‏
- Hongxu Town  [لغات أخرى]‏
- Zhangwang Town  [لغات أخرى]‏
- Yangzhuang Town  [لغات أخرى]‏
- Longyang Town, Tengzhou  [لغات أخرى]‏
- Dongguozhen  [لغات أخرى]‏.